# جورج ماير (عداء سريع)
جورج ماير هو عداء سريع سويسري، (و. 1914  م).

## وصلات خارجية
- جورج ماير على موقع أوليمبيديا (الإنجليزية)